# Carl Gotthold Claunigk
Carl Gotthold Claunigk (auch Klaunigk; * 17. Mai 1761 in Sonnewalde, Niederlausitz, Kurfürstentum Sachsen; † 5. Juli 1829 in Sonnewalde, Königreich Preußen) war einer der bedeutendsten Orgelbauer der Niederlausitz.

## Leben
Carl Gotthold Claunigks Vater Matthäus Claunigk war Orgelbauer in Sonnewalde. Der Sohn übernahm dessen Werkstatt um 1781 und war lange Jahre dort auch als Küster tätig.
Charakteristisch für seine Orgeln sind geteilte Register, die auf den kleinen Orgeln eine größere Klangvielfalt ermöglichen.

## Orgeln (Auswahl)
Von Carl Gotthold Claunigk sind nur einmanualige Werke bekannt. Erhalten sind die Orgeln in Waltersdorf, Gießmannsdorf, Groß Mehßow und Grüntal, sowie Prospekte und einzelne Teile weiterer Instrumente.
Orgelneubauten
| Jahr      | Ort                    | Gebäude | Bild | Manuale | Register | Erbauer      | Bemerkungen |
| --------- | ---------------------- | ------- | ---- | ------- | -------- | ------------ | --- |
| 1783–1784 | Groß Jehser            | Kirche  |      | I/P     | 14       |              | Prospekt erhalten, 1908 Neubau durch Voigt (II/P, 9)                                                                    |
| 1784–1785 | Kasel-Golzig           | Kirche  |      | I/P     |          | Zuschreibung | Prospektfiguren erhalten                                                                                                |
| 1787      | Drahnsdorf             | Kirche  |      | I/P     | 5        |              | ursprünglich in Liedekahle, 1848 umgesetzt                                                                              |
| 1793      | Waltersdorf bei Luckau | Kirche  |      | I/P     | 10       |              | 1998/1999 Restaurierung durch Orgelbau Waltershausen                                                                    |
| 1801      | Groß Mehßow            | Kirche  |      | I/P     | 10       |              | 2017 restauriert durch Maik Zuber                                                                                       |
| 1803      | Gießmannsdorf          | Kirche  |      | I/P     | 7        |              | erhalten, 1896 Umbau durch Schuke                                                                                       |
| 1803      | Frankendorf bei Luckau | Kirche  |      | I/P     | 9        |              | |
| 1803–1804 | Fürstlich Drehna       | Kirche  |      | I/P     | ?        |              | nicht erhalten |
| 1817      | Drebkau                | Kirche  |      | I/P     | 13 (14)  |              | |
| 1822      | Grüntal bei Bernau     | Kirche  |      | I/P     | 9        |              | erhalten, 1911 Umbau durch Bütow, 2003 Restaurierung der ursprünglichen Disposition durch Eberswalder Orgelbauwerkstatt |
| 1823      | Drasdo                 | Kirche  |      | I/P     |          |              | |

Weitere Arbeiten
| Jahr | Ort      | Gebäude     | Bild | Manuale | Register | Bemerkungen |
| ---- | -------- | ----------- | ---- | ------- | -------- | --- |
| 1800 | Lübbenau | St. Nikolai |      | II/P    | 28       | Erweiterung. Orgel, ersetzt 1880 durch Orgel von Schlag & Söhne, 1914 durch Gustav Heinze und 1984 durch VEB Jehmlich-Orgelbau. |
| 1804 | Uckro    | Dorfkirche  |      |         |          | Erweiterung |